# 亚洲碘泡虫
亚洲碘泡虫（学名：Myxobolus asianensis）为碘泡科碘泡虫属的动物。在中国，分布于湖北、广东、湖南等，营寄生生活，寄生在鳃（吻虾虎、鲩）、体表（吻虾虎）、肠（鲫）。